# Arie Haan
Arend (Arie) Haan (Finsterwolde, 16 november 1948) is een voormalig Nederlands voetballer, op de positie rechtshalf en libero, die na zijn spelerscarrière actief werd als voetbaltrainer. Als voetballer had hij internationaal erg veel succes. Met Ajax won hij drie keer de Europacup I, twee keer de Europese Supercup en een keer de wereldbeker voor clubteams. Met RSC Anderlecht won hij twee keer de Europacup II en twee keer de Europese Supercup in 1976 en 1978. In 1974 en 1978 verloor hij als speler de finale van het wereldkampioenschap landenteams. Haan kwam 35 keer uit voor het Nederlands elftal. Amsterdam vernoemde in 2005 de Arie Haanbrug naar hem.

## Clubcarrière

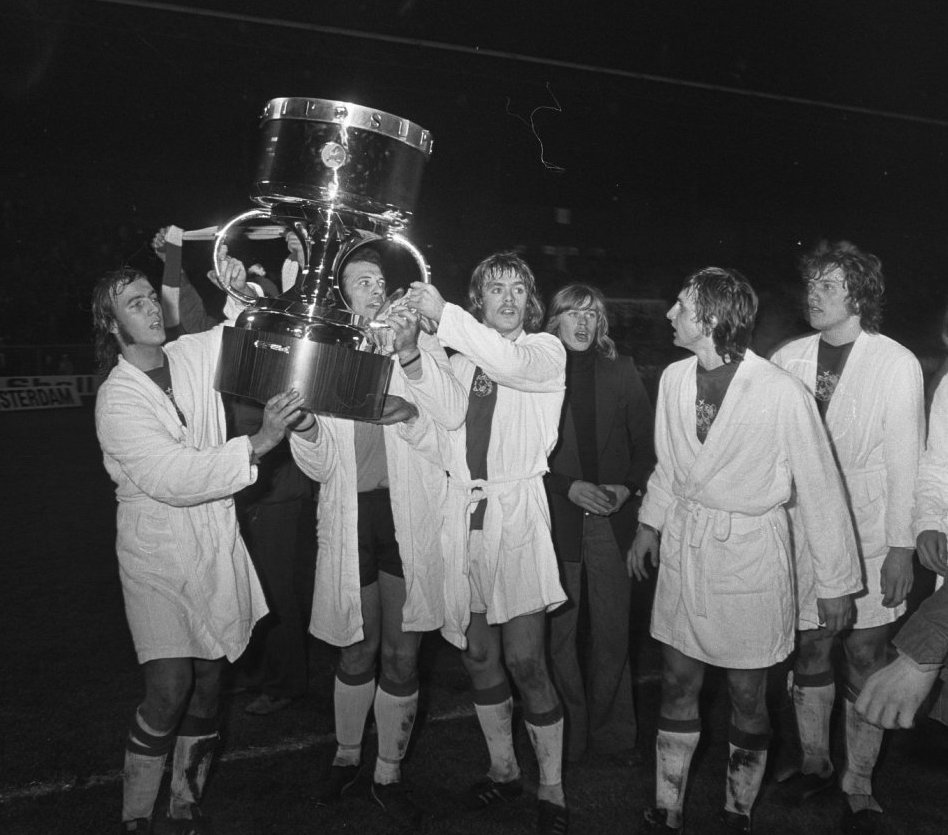
24-1-1973. Ajax-spelers met UEFA Super Cup 1972, na Ajax-Glasgow Rangers 3-2. De 1e wedstrijd in Schotland, Glasgow Rangers-Ajax, eerder in januari 1973, eindigde in 1-3, dus Ajax won in totaal met drie goals verschil, 6-3. Van links naar rechts: Johan Neeskens, Heinz Stuy, Johnny Rep, ?, Johan Cruijff en Arie Haan.

Haan begon zijn loopbaan bij WVV 1896 en verhuisde half 1967 naar Ajax, waar hij tot halverwege 1975 bleef. Zijn debuut in een vriendschappelijke wedstrijd was uit tegen Cambuur (2-1 zege) op 3 augustus 1967. Zijn debuut in een officiële wedstrijd was in het KNVB Bekertoernooi in de halve finales van het seizoen 1967-1968 tegen FC Twente (2-2, penalty’s 5-1) op 23 mei 1968. In de eredivisie debuteerde Haan op 24 mei 1970 in de wedstrijd ADO–Ajax 1-1. Het zou evenwel duren tot de Europa Cup I-finale van het seizoen 1970-1971, Ajax-Panathinaikos (2-0) op 2 juni 1971, waarin Haan eenmaal scoorde, totdat Haan vaste basisspeler zou zijn bij Ajax. Haan won met Ajax in het seizoen 1971-1972 het landskampioenschap met 104 goals voor en 20 goals tegen, de KNVB Beker, het Europa Cup I toernooi en de UEFA Super Cup, waarvoor de twee wedstrijden pas in januari 1973 werd gespeeld. In het seizoen 1972-1973 won Haan met Ajax het landskampioenschap met 102 goals voor en 18 goals tegen, het Europa Cup I toernooi en de UEFA Super Cup, waarvoor de twee wedstrijden pas in januari 1974 werden gespeeld. Bij Ajax speelde Haan samen met onder meer Heinz Stuy, Wim Suurbier, Horst Blankenburg, Barry Hulshoff, Ruud Krol, Johan Neeskens, Gerrie Muhren, Arnold Muhren, Heinz Schilcher, John Rep, Johan Cruijff, Piet Keizer, Dick van Dijk en ook met Piet Schrijvers, Pim van Dord, Johnny Dusbaba, René Notten, Ruud Geels, Jan Mulder, Arno Steffenhagen en Willy Brokamp. Vanaf het seizoen 1975-1976 speelde Haan achtereenvolgens voor RSC Anderlecht (1975 – 1981), Standard Luik (1981 tot 1983), PSV Eindhoven (1983/1984) en Seiko SA (1984). Bij RSC Anderlecht speelde Haan in Brussel van halverwege 1975 tot halverwege 1980 samen met onder anderen de Nederlanders Rob Rensenbrink, Jan Ruiter en Peter Ressel. En van halverwege 1978 tot halverwege 1979 met oud-Ajacied Ruud Geels, die in de vier seizoenen daarvoor bij Ajax telkens topscorer was geworden in de Nederlandse eredivisie. Haan speelde in totaal 269 wedstrijden en scoorde 48 keer. De kampioenswedstrijd in 1982 tussen Standard Luik en Waterschei SV Thor werd omgekocht. Haan was de enige die niet werd gestraft. Hij gaf toe ervan af geweten te hebben, maar naar eigen zeggen had hij gezwegen om zijn ploeggenoten niet te verraden.

## Interlandcarrière
Haan heeft 35 interlands gespeeld, waarin hij zes doelpunten maakte. Beroemd werden zijn afstandsschoten met hoge snelheid, zoals die tijdens het WK'78 in Argentinië tegen West-Duitsland (2-2) en Italië (2-1 zege).

## Trainerscarrière
Als trainer werkte Haan voor Antwerp FC, RSC Anderlecht, Standard Luik, VfB Stuttgart, 1. FC Nürnberg, PAOK Saloniki, Feyenoord, Paniliakos, Omonia Nicosia en Austria Wien. Bij Feyenoord werd hij ontslagen, voor hem de grootste teleurstelling in zijn loopbaan. Als trainer van Vfb Stuttgart behaalde Haan in 1988/1989 de finale van de UEFA Cup. Deze werd verloren van Napoli, met Diego Maradona in de gelederen (2-1 / 3-3).
Na het WK voetbal 2002 trad hij aan als bondscoach van China, als opvolger van de Serviër Bora Milutinović. Haan had de nationale A-ploeg van China in totaal dertig wedstrijden (zeventien overwinningen, zeven gelijke spelen en zes nederlagen) onder zijn hoede en wist het Aziatische land niet opnieuw naar de WK-eindronde te leiden, waarna hij eind 2004 opstapte.
Op 31 januari 2006 werd bekend dat Haan zijn carrière als trainer zou voortzetten in Iran, waar hij een contract tekende bij Persepolis FC. In augustus 2006 werd hij aangesteld als bondscoach van Kameroen, waar hij na ruim een half jaar alweer opstapte na een conflict met het bondsbestuur. Haan werd daarna bondscoach van Albanië, als de opvolger van Otto Barić. Hij werd hier in april 2009 ontslagen na tegenvallende resultaten. Hij had de ploeg in totaal tien duels onder zijn hoede en wist slechts twee keer te winnen, van laagvliegers Liechtenstein en Malta. Haan werd opgevolgd door Josip Kuže.
| Interlands Albanië onder leiding van Arie Haan | Interlands Albanië onder leiding van Arie Haan | Interlands Albanië onder leiding van Arie Haan | Interlands Albanië onder leiding van Arie Haan | Interlands Albanië onder leiding van Arie Haan | Interlands Albanië onder leiding van Arie Haan |
| №                                              | Datum                                          | Wedstrijd                                      | Uitslag                                        | Competitie                                     |                                                |
| ---------------------------------------------- | ---------------------------------------------- | ---------------------------------------------- | ---------------------------------------------- | ---------------------------------------------- | ---------------------------------------------- |
| 1                                              | 27.05.2008                                     | Albanië – Polen                                | 0 – 1                                          | Vriendschappelijk                              |                                                |
| 2                                              | 20.08.2008                                     | Albanië – Liechtenstein                        | 2 – 0                                          | Vriendschappelijk                              |                                                |
| 3                                              | 06.09.2008                                     | Albanië – Zweden                               | 0 – 0                                          | WK-kwalificatie                                |                                                |
| 4                                              | 10.09.2008                                     | Albanië – Malta                                | 3 – 0                                          | WK-kwalificatie                                |                                                |
| 5                                              | 11.10.2008                                     | Hongarije – Albanië                            | 2 – 0                                          | WK-kwalificatie                                |                                                |
| 6                                              | 15.10.2008                                     | Portugal – Albanië                             | 0 – 0                                          | WK-kwalificatie                                |                                                |
| 7                                              | 19.11.2008                                     | Azerbeidzjan – Albanië                         | 1 – 1                                          | Vriendschappelijk                              |                                                |
| 8                                              | 11.02.2009                                     | Malta – Albanië                                | 0 – 0                                          | WK-kwalificatie                                |                                                |
| 9                                              | 28.03.2009                                     | Albanië – Hongarije                            | 0 – 1                                          | WK-kwalificatie                                |                                                |
| 10                                             | 01.04.2009                                     | Denemarken – Albanië                           | 3 – 0                                          | WK-kwalificatie                                |                                                |

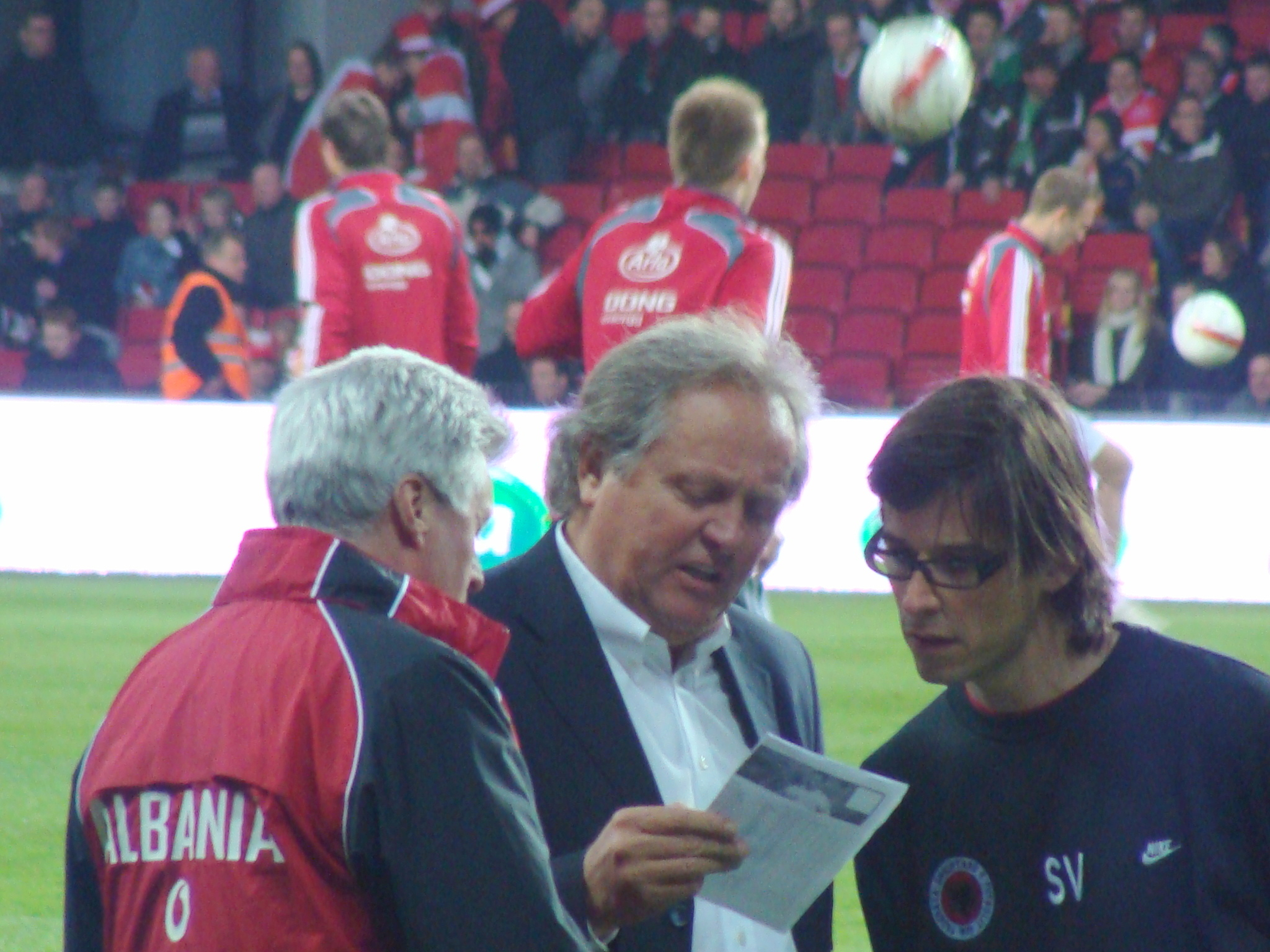
Arie Haan als trainer van Albanië (2009)

Daarna ging hij het Chinese Chongqing Lifan trainen. Na een wedstrijd in begin augustus werd hij drie wedstrijden geschorst. De reden was dat hij de vierde scheidsrechter tijdens de wedstrijd opzichtig geld aanbood na een omstreden strafschop, niet om hem om te kopen, maar om te suggereren dat de veldscheidsrechter was omgekocht. In het seizoen 2009 degradeerde Haan met Chongqing en vervolgens vertrok hij naar een andere Chinese club: Tianjin Teda. Vanaf januari 2012 trainde hij Shenyang Shenbei. Daar werd hij wegens teleurstellende resultaten ontslagen op woensdag 2 mei 2012. Begin 2014 werd hij wederom aangesteld bij Tianjin Teda. In oktober 2015 vertrok hij daar. Eind april 2016 maakte de toen 67-jarige Haan wereldkundig definitief te stoppen als trainer/coach. Hij zei de stress van het trainerschap niet meer aan te kunnen.

## Erelijst

### Als speler
| Competitie                            |        |                           |      |      |
| Competitie                            | Aantal | Jaren                     |      |      |
| Ajax                                  | Ajax   | Ajax                      | Ajax | Ajax |
| ------------------------------------- | ------ | ------------------------- | ---- | ---- |
| Mondiaal                              |        |                           |      |      |
| Wereldbeker voor clubteams            | 1x     | 1972                      |      |      |
| Internationaal                        |        |                           |      |      |
| Europacup I                           | 3x     | 1970/71, 1971/72, 1972/73 |      |      |
| Europese Supercup                     | 2x     | 1972, 1973                |      |      |
| Intertoto Cup                         | 1x     | Poulewinnaar 1968         |      |      |
| Nationaal                             |        |                           |      |      |
| Eredivisie                            | 3x     | 1969/70, 1971/72, 1972/73 |      |      |
| KNVB Beker                            | 3x     | 1969/70, 1970/71, 1971/72 |      |      |
| RSC Anderlecht                        |        |                           |      |      |
| Internationaal                        |        |                           |      |      |
| Europacup II                          | 2x     | 1975/76, 1977/78          |      |      |
| Europese Supercup                     | 2x     | 1976, 1978                |      |      |
| Nationaal                             |        |                           |      |      |
| Eerste klasse                         | 1x     | 1980/81                   |      |      |
| Beker van België                      | 1x     | 1975/76                   |      |      |
| Trofee Jules Pappaert                 | 1x     | 1977                      |      |      |
| Nationale trofee voor sportverdienste | 1x     | 1978                      |      |      |
| Standard Luik                         |        |                           |      |      |
| Eerste klasse                         | 2x     | 1981/82, 1982/83          |      |      |
| Seiko SA                              |        |                           |      |      |
| Hong Kong First Division League       | 1x     | 1984/85                   |      |      |
| Viceroy Cup                           | 1x     | 1984/85                   |      |      |

| Competitie | Winnaar   | Winnaar   | Runner-up | Runner-up  | Derde     | Derde     |
| Competitie | Aantal    | Jaren     | Aantal    | Jaren      | Aantal    | Jaren     |
| Nederland  | Nederland | Nederland | Nederland | Nederland  | Nederland | Nederland |
| ---------- | --------- | --------- | --------- | ---------- | --------- | --------- |
| WK voetbal |           |           | 2x        | 1974, 1978 |           |           |
| EK voetbal |           |           |           |            | 1x        | 1976      |

### Als trainer
| Competitie       |                |                  |                |                |
| Competitie       | Aantal         | Jaren            |                |                |
| RSC Anderlecht   | RSC Anderlecht | RSC Anderlecht   | RSC Anderlecht | RSC Anderlecht |
| ---------------- | -------------- | ---------------- | -------------- | -------------- |
| Eerste klasse    | 2x             | 1985/86, 1986/87 |                |                |
| Standard Luik    |                |                  |                |                |
| Beker van België | 1x             | 1992/93          |                |                |
| Tianjin Teda     |                |                  |                |                |
| FA Cup           | 1x             | 2011             |                |                |